# Відкритий чемпіонат Японії з тенісу AIG 2006
Відкритий чемпіонат Японії з тенісу AIG 2006 — тенісний турнір, що проходив на відкритих кортах з твердим покриттям Ariake Coliseum у Токіо (Японія). Це був 33-й за ліком Відкритий чемпіонат Японії з тенісу. Належав до серії International Gold в рамках Туру ATP 2006, а також до серії Tier III в рамках Туру WTA 2006. Тривав з 2 жовтня до 8 жовтня 2006 року. Роджер Федерер і Маріон Бартолі здобули титули в одиночному розряді.

## Фінальна частина

### Одиночний розряд, чоловіки
Роджер Федерер —  Тім Генмен, 6–3, 6–3

### Одиночний розряд, жінки
Маріон Бартолі —  Накамура Айко, 2–6, 6–2, 6–2

### Парний розряд, чоловіки
Ешлі Фішер /  Тріпп Філліпс —  Пол Голдстейн /  Jim Thomas, 6–2, 7–5

### Парний розряд, жінки
Ваня Кінґ /  Єлена Костанич —  Чжань Юнжань /  Чжуан Цзяжун, 7–6(7–2), 5–7, 6–2